# لغة سيلكوب
لغة سيلكوب هي لغة شعب السيلكوب، والتي تنتمي إلى المجموعة السامويدية من عائلة اللغات الأورالية. حيث يتحدث بها حوالي 1570 شخص بحسب تقديرات عام 1994 في المنطقة الواقعة بين نهري أوبي وينسي في منطقة سيبيريا.

## نبذة
يأتي اسم اللغة سلكوب من اللغة الروسية «لغة سيلكوب»(selkupsky yazyk)، استنادًا إلى الاسم الأصلي المستخدم في لهجة تاز «تاز هي لهجة ماندرين من شمال شرق الماندرين ويتواجد شعب تاز في أقصى شرق روسيا.»، шӧльӄумыт әты šöľqumyt әty وتعني لغة رجل الغابة المضاءة. بالإضافة إلى أن اللهجات المختلفة تستخدم أسماء مختلفة.
تم كسر قواعد لغة سيلكوب في سلسلة لهجة واسعة النطاق لذلك لم تعد نهاياتها مفهومة بشكل متبادل. ويتفرع منها الأنواع الثلاثة الرئيسية وهي لهجة تاز الشمالية (тазовский диалект)، والتي أصبحت أساس لغة سيلكوب المكتوبة في ثلاثينيات القرن الماضي، يليها لهجة تيم المركزية (тымский диалект) ولهجة كيت التي (тымский диалект) لا علاقة لها بلغة كيت.

## علم الأصوات
تتكون لهجة تاز من 25 حرف علة و 16 صوت لغوي ساكن.
|                 | حرف شفوي باستخدام الشفاه | حرف أسناني باستخدام الاسنان | حرف حنكي                                           | حرف حلقي يصدر من الحلق | لهاة الحنك |
| --------------- | ------------------------ | --------------------------- | -------------------------------------------------- | ---------------------- | ---------- |
| الأنف           | ‎m‏                        | ‎n‏                           | Error using {{IPA symbol}}: "nʲ" not found in list | ‎ŋ‏                      | ‎[ɴ]‏        |
| لهوي            | ‎p‏                        | ‎t‏                           | Error using {{IPA symbol}}: "tʲ" not found in list | ‎k‏                      | ‎q‏          |
| حرف احتكاكي     |                          | ‎s‏                           | Error using {{IPA symbol}}: "ʃʲ" not found in list |                        |            |
| حرف مكرر        |                          | ‎r‏                           |                                                    |                        | ‎[ʀ]‏        |
| حرف ساكن        |                          | ‎l‏                           | Error using {{IPA symbol}}: "lʲ" not found in list |                        |            |
| حرف ساكن متقارب | ‎w‏                        |                             | ‎j‏                                                  |                        |            |

- الأصوات التي ليست صوتية، قد يتم التعبير عنها عبر التوقفات والحروف الاحتكاكية بين أحرف العلة أو بعد الحروف الساكنة الصوتية.
- عادةً ما يتم تقديم حروف التوقف الحنكي /tʲ/، /ʃʲ/ على أنها حنكي لهوي حنكي [tɕ] واحتكاكي [ɕ] اعتمادًا على المتحدث. ويمكن أيضًا إدراك الحرف الأول على أنه المحطة [tʲ]، والحروف الأخيرة على أنها احتكاكي غير حنكي، أو صوت لثوي احتكاكي[ʃ] أو صوت منعكس مثل [ʂ].
- تم العثور أيضًا على متغيرات تسبق حروف العلة الأماميةو الحنكية للحروف الساكنة الأخرى.
- الحرفين[ɴ] و [ʀ] هي بديل صوتي للحرف /q/ عند وقوعها على التوالي قبل حروف الأنف والحروف الساكنة.
- التوقفات غير الإكليليةp] [ k]، [q] لها اصوات احتكاكية مماثلة اختيارية مثل [f], [x], [χ]  عند وقوعها قبل /s/ أو /ʃʲ/.

|            |         | أمامي      | أمامي  | وسط        | خلف    | خلف    |
|            |         | غير مستدير | مستدير | غير مستدير | مستدير | مستدير |
| ---------- | ------- | ---------- | ------ | ---------- | ------ | ------ |
| حروف المد  | ضم      | ‎i‏ ، ‎iː‏     | ‎y‏ ، ‎yː‏ | ‎ɨ‏ ، ‎ɨː‏     | ‎u‏      | ‎uː‏     |
| حروف المد  | نصف ضمه | ‎e‏ ، ‎eː‏     | ‎ø‏ ، ‎øː‏ | ‎ɘ‏ ، ‎ɘː‏     | ‎oː‏ ‎o‏   | ‎oː‏ ‎o‏   |
| حروف المد  | فتح     | ‎æ‏ ، ‎æː‏     |        | ‎a‏ ، ‎aː‏     |        |        |
| حروف اللين | الضم    | ‎ɪ‏ ، ‎ɪː‏     |        | ‎[‎ɪ̈‏ ~ ‎ə‏]‏    |        |        |
| حروف اللين | نصف ضمة | ‎ɛ‏ ، ‎ɛː‏     |        | ‎[‎ɪ̈‏ ~ ‎ə‏]‏    | ‎ɔː‏     | ‎ɔː‏     |

- طول حرف العلة لصوت ‎/ɔː/‏ وحده، المشتق من برتو سلكوب ‎*/aː/‏ ، ليس له نظير قصير.
- تباين حروف الشد هو ابتكار شعب شمال سلكوب، وهو متباين كل التباين مستقل عن الطول (على سبيل المثال ‎/i/, /iː/, /ɪ/, /ɪː/‏).
- النطاق الكامل لتباينات جودة حرف العلة يكون ممكنا فقط في المقطع الأولي للكلمة: اما في أواخر المقاطع لايحدث الطول ‎/e/ /ø/ /ɘ/ /y/ /ɨ/‏ ، ولا يطول الحرف ‎/uː/‏ . (كما هي موضحة على الخلفية الرمادية الداكنة.)
- لا يقع حرف العلة المركزي غير الصوتي ‎[ɪ̈ ~ ə]‏ إلا في المقاطع غير المجهدة الأولى؛ عادة ما يتم التعامل معها بشكل مكافئ مع المد القصير ‎/ɨ/‏ .

إن لغة سلكوب لها تراكيب لفظية على هذا النهج (C) V (C). بحيث لايمكن ان تبدأ الكلمة بحرف ‎/ŋ/‏ أو تنتهي الكلمة باي من هذه الاحرف ‎/tʲ/‏ ‎/w/‏ . ولاكن قد تلتقي مجموعة احرف ساكنه مختلفة وحروف ساكنة مثل ‎/nt/, /rm/, /ʃʲʃʲ/‏ على الرغم من أنه تم تبسيط العديد من التراكيب المحتملة التي تحدث شكليًا.
التأكيد في لغة سلكوب هو صوتي بصورة طفيفة. كما انه على العموم يتم التأكيد على حرف العلة الطويل في أقصى اليمين من الكلمة أو المقطع الأول، ولكن بعض اللواحق التي تحتوي على أحرف العلة القصيرة قد تتطلب التأكيد لأن ذلك يؤدي إلى أدنى حد من الازدواج اللفظي مثل ‎[ˈtɕɛlʲtɕalqo]‏ «للتخلص من» مقابل ‎[tɕɛlʲˈtɕalqo]‏ «للطباعة مرة واحدة».

## الأعمال المقتسبة
- Helimski، Eugene (1998). "Selkup". في Abondolo، David (المحرر). The Uralic Languages. London: Routledge. ص. 548–579. ISBN:0-415-08198-X.

## وصلات خارجية
- اللغات المهددة بالانقراض للشعوب الأصلية في سيبيريا: لغة السيلكوب
- الكتاب الأحمر لشعوب الإمبراطورية الروسية: The Selkups
- صوت لرجل يروي قصة في Selkup